# Verin Dvin
Pour les articles homonymes, voir Dvin (homonymie).
Verin Dvin (en arménien Վերին Դվին) est une communauté rurale du marz d'Ararat en Arménie. En 2008, elle compte 2 205 habitants, dont la plus grande communauté d'Assyriens d'Arménie.